# Хризолитовый
Хризолитовый — посёлок в Белоярском районе Свердловской области России. Входит в Белоярский муниципальный округ. Станция Свердловской железной дороги.
Ранее посёлок входил в состав Косулинского сельсовета Белоярского района.

## География
Посёлок Хризолитовый расположен в 21 километре на юго-запад от посёлка Белоярского и в 2 километрах к северо-западу от посёлка-ЗАТО Уральского.

## Часовой пояс
Хризолитовый, как и вся Свердловская область, находится в часовой зоне МСК+2. Смещение применяемого времени относительно UTC составляет +5:00.

## Население
| 2002 | 2010 | 2021 |
| ---- | ---- | ---- |
| 104  | ↗107 | ↘31  |

## Инфраструктура
В посёлке Хризолитовом три улицы: Военная, Дорожная и Яблоневая; одно садоводческое потребительское общество — «Победа», а также железнодорожная станция Хризолитовый.